# W47

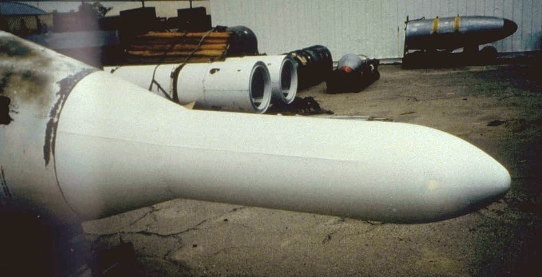

W47 foi uma linha de ogivas termonucleares dos Estados Unidos da América, teve duas variantes: Y1(600 quilotons) e Y2 (1,2 megatons), ela estave em serviço de 1960-1974. A W47 tinha 45,72 centímetros de diâmetro, 119,39 centímetros de comprimento(o tamanho se comparado com a potência revela um grande custo-benefício, maior que o da W88), a ogiva foi feita no Laboratório Nacional de Lawrence Livermore, usava o Robin Primário como o iniciador da implosão do secundário, o único porem  da W47 foi algo que muito deprimente: uma série de defeitos.

## Teste
A W47 foi testada ao vivo em um teste aquático no sul de uma ilha do Havai, o teste de codinome Frigate Bird resultou em uma detonação de 600 quilotons, porem o governo descobriu que a ogiva usada teve várias modificações para que ela não explodisse espontaneamente no submarino, e que essas modificações na foram aplicadas as outras ogivas do arsenal, ou seja a ogiva usada foi adulterada.

## Referencias
- Dominic nuclear test series, including Frigate Bird Polaris/W47 flight test